# NK Odmut 90 Grebnice
Nogometni klub "Odmut 90" (NK Odmut 90; Odmut 90 Grebnice; Odmut 90) je bio nogometni klub iz naselja Grebnice, koje je Daytonskim sporazumom podijeljena između općine Bosanski Šamac, Republika Srpska te općine Domaljevac-Šamac, Županija Posavska, Federacija BiH u Bosni i Hercegovini.

## O klubu
NK "Odmut 90" je osnovan 1990. godine kao drugi klub u Grebnicama uz već postojeći "Korpar". Uključuju se u natjecanje "Općinske lige Bosanski Šamac", koju osvajaju odmah u prvoj sezoni, te se plasiraju u "Posavsku ligu", u kojoj su igrali u jesenskom dijelu sezone 1991./92., no liga se potom prekida zbog političke situacije uzrokovane Domovinskim ratom u Hrvatskoj te početkom rata u BiH. Zbog ratnih događanja klub prestaje s djelovanjem te se poslije ne obnavlja.

## Uspjesi
Općinska liga Bosanski Šamac
- prvak: 1990./91.

## Unutrašnje poveznice
- Grebnice
- NK Korpar Grebnice